# Canet (Aude)
Canet (okzitanisch: gleichlautend) ist ein Ort und eine französische Gemeinde mit 1.853 Einwohnern (Stand 1. Januar 2022) im Département Aude in der Region Okzitanien.

## Lage
Der Ort Canet liegt etwa einen Kilometer südlich des Flusses Aude im Osten des Berglands der Corbières in einer Höhe von etwa 25 m. Die nächstgrößere Stadt, Narbonne, befindet sich ca. 16 Kilometer (Fahrtstrecke) südöstlich.

## Geschichte
Die Bischöfe von Narbonne waren vom frühen Mittelalter (782) an bis zur Französischen Revolution Grundherrn (seigneurs) von Canodo. Seit Beginn des 12. Jahrhunderts hatten auch die Grafen von Carcassonne Grundbesitz in Canet.

### Bevölkerungsentwicklung
| Jahr      | 1968 | 1975 | 1982 | 1990 | 1999 | 2007 | 2018 |
| Einwohner | 1030 | 910  | 837  | 939  | 1072 | 1203 | 1812 |

Im 19. Jahrhundert stieg die Zahl der Einwohner von etwa 500 auf über 1400 Personen an. Die Reblauskrise im Weinbau und die Mechanisierung der Landwirtschaft führten seitdem zu einem kontinuierlichen Bevölkerungsrückgang. Die Nähe zur Großstadt Narbonne hat in den letzten Jahrzehnten wieder zu einem Anstieg der Einwohnerzahlen geführt.

## Wirtschaft
Ein Großteil der landwirtschaftlichen Flächen ist dem Weinbau vorbehalten. Einige der hügeligen Weinfelder liegen innerhalb der geschützten Herkunftsbezeichnung Corbières (AOC); andere werden über die Appellationen Aude, Languedoc, Pays Cathare sowie Pays d’Oc vermarktet. Einige leerstehende Häuser sind zu Ferienwohnungen (gîtes) umgewandelt worden.

## Sehenswürdigkeiten
- Von der mittelalterlichen Burg (château) sind nach den Zerstörungen während und nach der Französischen Revolution nur spärliche Reste geblieben.
- Die Pfarrkirche Saint-Martin macht einen ländlich gotischen Eindruck und dürfte aus dem 13./14. Jahrhundert stammen. Der im romanischen Stil errichtete Glockenturm ist dagegen ein Werk des 19. Jahrhunderts.
- Die Kapelle Notre-Dame des Vignes stammt aus dem Jahr 1858 und war ursprünglich die Grablege der wohlhabenden Familie Roussignol-Jaloux; nach der Erweiterung des örtlichen Friedhofs wurden deren Gebeine dorthin verbracht.

Umgebung
- Eine dem Bischof von Narbonne gehörende Mühle wird bereits im Jahr 1237 erwähnt; der viereckige Wehrturm könnte noch aus dieser Zeit stammen. Später wurde das Obergeschoss des Turms in ein Taubenhaus (pigeonnier) umgewandelt. Der in Ruinen liegende heutige Bau ist überwiegend ins 18. Jahrhundert zu datieren; er ist seit dem Jahr 1948 als Monument historique[1] anerkannt.